# اشتفانی بوهلر
اشتفانی بوهلر (آلمانی: Stefanie Böhler; ۲۷ فوریهٔ ۱۹۸۱) اسکی‌باز صحرانوردی اهل آلمان بود.